# Napadač (nogomet)
U nogometu, napadač je igrač koji igra najbliže protivničkom golu, te je najviše zaslužan za zabijanje golova. Ova pozicija je najpoznatija u nogometu, zbog činjenice da su napadači većinom najpoznatiji (Pelé, Maradona) i zabijaju najviše golova, te su zbog toga i najskuplji i najtraženiji od ostalih u momčadi.
Moderne nogometne formacije obično uključuju tri napadača, te najčešće dva. Treneri obično postave središnjeg napadača koji je postavljen naprijed (središnji napadač), te jednog napadača koji bude između središnjeg napadača i veznog reda (“plitki“ napadač).

## Središnji napadač
Središnji napadač je često visoka osoba, pa se često zove meta (target man), koji služi za realiziranje dugih lopti u šesnaesterac, pomaganje suigračima u napadu te za dobacivanje dugih lopti u šesnaesterac, ili jednostavno, da on sam postigne pogodak; od njega se očekuje da je uvijek u bržem trčanju. Neki središnji napadači djeluju i na krilima (Krilni napadač) da bi pronašli put do pogotka.

## “Plitki“ napadači
Plitki napadači imaju dugu povijest u nogometu, ali terminologija kojom su opisivani tijekom godina se mijenjala. Originalno, ovakvi igrači su se nazivali unutarnji napadači ili plitki središnji napadači. U modernom nogometu se čuje izraz povučeni napadač ili igrač u rupi (zato što stoji između protivničke obrane i veznog reda.). Često se nazivaju i playmakerima, točnije plitkim središnjim playmakerima, jer grade nogometnu igru, sudjeluju i u napadu i u veznom redu.
Kakva god terminologija bila, pozicija plitkog napadača je definirana na negdje između središnjeg napadača i veznog reda, bilo da je meta ili kradljivac (često služi za otimanje lopte protivnicima); ili Broj 10 ili Trequartista, “plitki“ napadač pokazuje karakteristike svih navedenih. Broj 10 može također biti sjajan strijelac za momčad, ali ti napadači su najbolji kada i zabijaju golove i kad grade igru i kad stvaraju šanse zajedno. Takav “plitki“ napadač su pravi prikaz trequartiste, poput Roberta Baggia, koji je rijetko bio središnji napadač u formaciji koja mu je davala mogućnost njegovoj kreativnosti, pa je sam odabrao mjesto “plitkog“ napadača. Također, jedna od dobrih strana “plitkih“ napadača je ta da oni imaju najmanju odgovornost, jer je središnji napadač zadužen za golove.
Kvalitetni napad uključuje suradnju više napadača, pa se gol može postići i sa strane i sa sredine, sve u jednom pokretu. Većina uspješnih napadača 20. stoljeća su pokušavali zabiti gol tako da akcija počne iz veznog red. Npr. nekoliko veznih igrača dobacuju jedno drugome, pa prebace loptu jednom od napadača (najbliži bi bio “plitki“ napadač), ovaj dobaci središnjem napadaču, pa je on u savršenoj prilici za postizanje pogotka. Takve su se akcije najviše koristile u prošlom stoljeću.

## Krilni napadač
Krilni napadač je napadač koji stoji sa strane igrališta, blizu aut-linije. Mogu se nazvati napadačima, točnije, "povučenim napadačima", kao u većine dijelova svijeta, posebno u Latinskim i Nizozemskim nogometnim kulturama. U Anglo-Saskoj nogometnoj kulturi, oni su dio veznog reda.
Dužnost krilnog napadača je da prođe krilnog braniča i daje ubačaje u šesnaesterac, ili da postigne pogodak sa strane. Obično su to najbrži igrači u momčadi i obično su dobri "dribleri". U Nizozemskoj, Španjolskoj i Portugalu, krilni napadač ima dužnosti braniča, jer mora "pritisnuti" protivničkog krilnog braniča kad ima loptu. Obično se nalaze bliže veznom redu da lakše osvojio loptu.
U britanskim i sjevernoeuropskim nogometnim stilovima, krilni vezni igrač služi kao napadač, ali se priključuje veznom redu kada oni pokušavaju uzeti loptu protivniku. Oni daju veliku pomoć napadu, poput Joaquína (krilni napadač/vezni igrač) i Lionela Messija (krilni/“plitki“ napadač). Kada ovakvi igrači izgube talent za ovu poziciju, to se događa kad "ostare" i ne mogu se više kretati kao prije, stanu na poziciju Broja 10 (“plitki“ napadač), između veznog reda i središnjeg napadača. Tako bolje grade igru zbog iskustva, te sjajno uposle ostale igrače, jer je to glavni zadatak (uz zabijanje golova) i Broja 10 i krilnog napadača. Sjajan primjer je Interov veteran Luís Figo, koji je danas na poziciji “plitkog“ napadača.
Posljednih godina, novi trend igranja je "neobično" krilo - igrač stoji na "pogrešnoj" strani terena da omogući momčadi zaustaviti protivnicima loptu i šutira na gol ili ubaci loptu u šesnaesterac; a naziv da stoji na "pogrešnoj" strani je nastao zbog igračeve "bolje" noge za udarac (lijevak stoji na desnoj, a dešnjak na lijevoj strani). Jedan od primjera takve taktike je Robin van Persie, kojeg je nizozemski trener Marco van Basten na Svjetskom prvenstvu 2006. stavio naprijed zajedno s lijevim krilnim napadačem Arjenom Robbenom i središnjim napadačem ("meta") Ruudom van Nistelrooyem, dok je van Persie stajao desno. Takvim igračima na krilu ne daju naziv 'na desnoj/lijevoj strani', nego naziv 's desne/lijeve strane'. Trener Celtica, Gordon Strachan igrača Shunsukea Nakamuru stavlja na desnu stranu s Aiden McGeadyem na lijevoj zbog nihove "bolje" noge za udarac. Manchester United na lijevu stranu stavlja Cristiana Ronalda, koji puca desnom nogom, a na desnoj strani stoji Ryan Giggs, koji puca lijevom nogom.